# Station Ciechanów
Station Ciechanów is een spoorwegstation in de Poolse plaats Ciechanów.